# Constantin Balmont
Pour les articles homonymes, voir Balmont.
Constantin Dmitrievitch Balmont (en russe : Константи́н Дми́триевич Ба́льмонт), né le 3 juin 1867 (15 juin dans le calendrier grégorien) près de Vladimir, mort le 24 décembre 1942 à Noisy-le-Grand en France, est un poète symboliste russe du début du XXe siècle, qui s'est également consacré à la traduction d'auteurs occidentaux.

## Biographie
Issu d'une famille noble, il entreprend en 1886 des études de droit, mais est exclu de l'Université pour avoir participé à une manifestation d'étudiants. Son premier recueil de poésie est publié à Iaroslavl en 1890. En 1895, il rejoint le mouvement symboliste. Ses voyages à travers le monde entier lui fournissent des détails exotiques pour ses poèmes.
Après avoir salué la révolution de Février 1917, il soutient la tentative de coup d'Etat de Kornilov. Après la révolution d'Octobre, il quitte le pays, vivant dès lors principalement en France.
En 1921, il effectue avec son ami Serge Prokofiev un séjour dans la station balnéaire de Saint-Brevin-les-Pins, où le compositeur écrit la musique pour Cinq poèmes de Balmont.

## Œuvre
Ses premiers vers sont révolutionnaires par leur contenu, après la révélation en 1894, de l'influence des symbolistes.
Son œuvre principale est Sous les cieux du Nord (1894). Laissez-nous être comme le Soleil (1903) et Amour solitaire (1903) sont typiques de ses vers mélodieux et inventifs. Ses vers écrits après 1910 sont considérés comme médiocres.
Parlant et écrivant de nombreuses langues, il a traduit de nombreux auteurs : entre autres, Percy Bysshe Shelley, Henrik Ibsen, Edgar Allan Poe, Pedro Calderón de la Barca, Walt Whitman, Juliusz Słowacki.

## Poème (extrait)
« Je ne connais pas de sagesse qui convienne à autrui,

Dans mes vers je ne mets que de l'éphémère (...).

Sages, n'allez pas me maudire, que suis-je pour vous ?
 
Rien qu'un petit nuage plein de feu. »

 « Les Contours des rêves » de Constantin Balmont.

## Jugements sur Constantin Balmont
Balmont a été critiqué par Ossip Mandelstam. Dans son célèbre article, De l'interlocuteur, Mandelstam polémique contre le ton désagréable et affecté du vers Je ne connais de sagesse qui convienne à autrui. D'emblée le poète déclare tout net que « nous ne l'intéressons pas », ajoute Mandelstam, il lui préfère Ievgueni Baratynski pour sa dignité profonde et réservée des vers.
Selon Nikita Struve (ru), dans son Anthologie de la poésie russe, l'œuvre immense de Balmont (dix volumes dès 1913) n'a guère été étudiée. Pour Mandelstam, il est « un étranger dans la poésie russe ». Il renouvela pourtant la technique du vers, son invention des sonorités est indiscutée. Il joua son rôle dans l'évolution du goût au passage du gué entre deux siècles. Certes, sa poésie sonore, fort brillante, souvent ampoulée, semble de nos jours avoir irrémédiablement vieilli.
Dans son article Anita ! Adorada ! Femmes fatales et étrangères dans la poésie de Konstantin Baľmont publié dans Slavica bruxellensia (2009), Eric Metz relève chez lui à côté de l'aspect décadent de la thématique érotique, la pulsion de mort et le vitalisme associés. Il souligne également l'importance du momentané dans l'amour dans sa poésie "déterminée par l'idéal dandy" et "la xénophilie appliquée à la thématique amoureuse".

## Œuvres traduites en français
- Quelques poèmes. Paris, Georges Crès, 1916.
- Visions solaires. Mexique. Égypte. Inde. Japon. Océanie. Traduit du russe avec une préface par Ludmila Savitzky. Bossard, 1923. Rééd.
- Visions solaires. Mexique. Égypte. Japon. Océanie.  (trad. L Savitzky), Ginkgo éditeur [« Petite Bibliothèque slave »], 2020, 316 p. (ISBN 978-2-84679-450-3).
- « Images de Femme dans la Poésie et dans la Vie », Mercure de France, no 622, 15 mai 1924.